# Секс-трафік
«Секс-трафік» — британо-канадський двосерійний телевізійний фільм режисера Девіда Єйтса, написаний Ебі Морган і спродюсований Веронікою Кастільйо і Дереком Ваксом. У фільмі йдеться про торгівлю людьми. Головні ролі виконали Анамарія Маринка та Джон Сімм. Фільм вперше було показано у жовтні 2004 року.
Стрічка здобула вісім премій BAFTA та чотири премії Джеміні.

## У ролях
- Венді Крюсон — Мадлен Харлсберг
- Джон Сімм — Деніел Епплтон
- Анамарія Маринка — Єлена Вішінеску
- Марія Попісташу — Вера Вішінеску
- Кріс Поттер — Том Харлсберг

## Сюжет
Журналіст Девід Епплтон натрапляє на інформацію, яка викриває схему продажу молодих дівчат зі Східної Європи у сексуальне рабство. Він намагається зруйнувати цю схему, і може розраховувати на допомогу тільки від самих дівчат. Проблема полягає у тому, що учасниками цих справ є і представники правоохоронних органів.

## Відгуки
Драма здобула позитивні відгуки критиків.
На сайті Британського інституту кіно було розміщено повідомлення: «У найкращих традиціях своїх попередніх робіт, серед яких екранізація роману Ентоні Троллопа Спосіб нашого життя, у якій було проведено паралелі між підприємцями Вікторіанської епохи та сучасними магнатами, та чудовий трилер, Велика гра, режисер Девід Єйтс створює чудове, захопливе, складне і дуже сильне соціальне та політичне полотно».
У The Daily Telegraph написали: «Секс-трафік — жорстока у своїй відвертості драма, але сама ця жорстокість і робить її такою життєвою. Вона проникає у саме серце аудиторії, і надовго залишає там свої темні образи. Складний для перегляду, але дуже важливий фільм.»
Empire назвав фільм «сміливою, шокуючою роботою», а The Guardian — «захопливим трилером».
Джон Сімм так прокоментував фільм: «Дивитися Секс-трафік — це не жахливий досвід, оскільки в першу чергу це трилер, де ви завжди вболіваєте за хороших хлопців. Але ви не можете заперечувати того, що тема фільму змушує замислитись».